# III Ufficio centrale del Partito Comunista Cinese
Il III Ufficio centrale del Partito Comunista Cinese (中国共产党第三届中央局S, Zhōngguó Gòngchǎndǎng dìsān jiè zhōngyāng júP) fu l'organo dirigente del Partito Comunista Cinese eletto dal III Comitato Esecutivo Centrale del Partito. Restò in carica dal 1923 al 1925. Aveva 5 membri.

## Componenti
- Chen Duxiu, presidente del Comitato Esecutivo Centrale
- Cai Hesen
- Mao Zedong
- Luo Zhanglong
- Tan Pingshang (destituito nel 1923)
- Wang Hebo (ammesso nel 1923)